# Halim Giray
Halim Giray o Hakim Giray (1689-1759) fou kan de Crimea (1755-1758). Era fill de Saadet IV Giray i va succeir l'agost del 1755 a Arslan Giray.

## Biografia
Halim va nomenar Devlet Giray com a khalgay, i Mehmed Giray com a nureddin. Va apujar algunes taxes provocant l'oposició dels nogais. De les quatre grans hordes de nogais a Bessaràbia o Budjak, dues estaven sempre dirigides per seraskers o generals de la família Giray i en aquest temps els càrrecs estaven ocupats per dos germans pels quals els nogais tenien una gran lleialtat, però un d'ells va morir el 1755 i el kan va nomenar llavors al seu lloc a un fill propi amb exclusió d'un altre germà del difunt, a qui corresponia segons les lleis de successió tàrtares; això va provocar més hostilitats i els nogais de Jenjen es van revoltar diverses vegades; el kan va ordenar reprimir aquests intents poc rellevants, però a cada repressió perdia popularitat. Va fer matar alguns mirzes, altres els va deixar morir a presó i les seves famílies foren espoliades.
La fam de Constantinoble va obligar a la Porta a demanar ajut al kan i aquest va demanar gra als nogais. Encara que aquests tenien abundància de gra, no el van voler cedir. Qırım Giray, un parent del kan (germà d'Arslan Giray), els va incitar tanmateix a refusar i dues e les tribus es van revoltar i el jove serasker fill del kan va haver de buscar refugi amb el seu pare a Baghchi-Sarai. Els nogais es van queixar a la Porta però el kan ja tenia el gra, el va enviar a Istanbul i el gran visir, que tant necessitava aquest enviament, el va perdonar.
Halim Giray també va nomenar injustament com a serasker de Kuban i Circàssia al seu fill gran que per les seves exaccions i tirania va aixecar als mirzes en contra seu com li havia passat al seu germà i quan va intentar enfrontar-s'hi fou derrotat.
Halim es va apoderar d'un vaixell que venia d'Abkhàzia i va empresonar a la tripulació i als passatgers, uns quants dels quals eren turcs. Aquest fet va donar als nogais de Bessaràbia, del Kuban i de Circàssia una causa comuna. D'haver destituït als seus fills i nomenat altres governants millors, com li recomanaven els seus consellers, haguera pogut salvar la situació, però la seva dona, una esclava russa, que ara tenia 50 anys i gaudia de gran influència tot i el seu baix origen, dominava en part al seu marit i procurava pels seus fillastres; el poble l'acusava de fer màgia.
El descontentament entre els nogais augmentava incitat per Qırım Giray. Els nogais de Budjak o Bessaràbia es van revoltar altre cop. El districte era el graner de la capital de l'Imperi Otomà i el kan va cridar als turcs en ajut. Però Qırım Giray ja havia assolit el comandament de la revolta i milers de turcs de Rumèlia li van fer costat reunint un exèrcit de 50.000 homes. El gran visir Koca Mehmed Ragıp Pasha va considerar que el millor remei era la deposició del kan que es va produir el 21 d'octubre de 1758. Va marxar a Rumèlia i el va succeir Qırım Giray. Halim va morir el 1759.